# Марко Смуков
Марко Смуков (Добринци, Рума, 1. октобар 1929) српски је писац модерне прозе почетка 21. века. У његовим књигама, веома често се налазе мотиви из стварног живота, са којима се сусретао у својој дугогодишњој адвокатској каријери.